# Klaus Armbrüster
Klaus Armbrüster (* 25. März 1945 in Bad Warmbrunn) ist ein deutscher Jurist und ehemaliger Richter am Bundesarbeitsgericht. Er war 2008 Präsident des Deutschen Führungskräfteverbandes.

## Leben
Armbrüster studierte Rechtswissenschaften an der Universität Erlangen. 1976 beendete er seine juristische Ausbildung mit der Zweiten Juristischen Staatsprüfung. Im gleichen Jahr trat er in den höheren Justizdienst des Freistaats Bayern ein. 1979 wurde er mit der Untersuchung „Die Entwicklung der Verteidigung in Strafsachen“ von der Universität Erlangen zum Dr. iur. promoviert.
Armbrüster war zunächst als Richter beim Arbeitsgericht Nürnberg tätig. 1988 wurde er an das Bayerische Staatsministerium für Arbeit, Familie und Sozialordnung versetzt. Anschließend war Armbrüster für den Bayerischen Staatsminister für Bundes- und Europaangelegenheiten in Brüssel tätig. 1991 wurde der mittlerweile zum Ministerialrat aufgestiegene Armbrüster zum Richter am Bundesarbeitsgericht ernannt. Hier gehörte er dem 6. Senat an, dessen stellvertretender Vorsitzender er 1998 wurde.
Zum 31. März 2008 trat Armbrüster als Richter in den Ruhestand.
Armbrüster war im Jahr 1986 Mitgründer der gelben Gewerkschaft AUB und gehörte danach mehrere Jahre deren Vorstand an. Er trat 1995 wieder aus, nach eigenen Aussagen weil er Zweifel am Geschäftsgebaren des Vorsitzenden hatte.
Im Mai 2008 wurde er zum Präsidenten des Deutschen Führungskräfteverbands gewählt, legte das Amt aber im Dezember 2008 nieder.